# Scudding-Gletscher
Der Scudding-Gletscher ist ein schroffer und 5 km langer Gletscher im ostantarktischen Viktorialand. Er fließt von der Südflanke des Mount Gunn in der Convoy Range in das Kopfende des Alatna Valley. Der Gletscher steht in Verbindung mit dem Firnfeld des Cambridge-Gletschers. Er ist insbesondere gekennzeichnet durch heftige (englisch: scudding) und schneereiche katabatische Winde.
Seine Benennung geht auf eine Mannschaft des New Zealand Antarctic Research Program zurück, die zwischen 1989 und 1990 im Gebiet des Gletschers tätig war.